# 上本聡
上本 聡（＝上本悟士　うえもと さとし、1971年 - ）は、日本の映画監督・プロデューサー・脚本家・俳優・映像編集者・写真家。東京都出身。早稲田大学教育学部国語国文学科卒業。日本映画監督協会国際委員会副委員長。

## 来歴
大学卒業後、劇団シェイクスピア・シアター養成所に通い、養成所期間中に抜擢され、吉田鋼太郎主演「ヴェニスの商人」（東京グローブ座）で俳優デビュー。
以後フリーの俳優として、個性的な風貌と演技力を生かし、数十作品の映画、TV、演劇に出演。
その後30代半ばで映画ライターとして活動を開始。日経BP社「日経エンタテインメント!」の映画関連のムック本の編集や、ソニー・ピクチャーズ『007　カジノ・ロワイヤル』記事などを多数執筆。
ライター時代にエヴァ・グリーン、チャニング・テイタムほか国内、海外の数々の著名人に出会っている。
その後インターネットＴＶ番組のディレクターとして活躍。ヒュー・ジャックマン、シルヴェスター・スタローン、若松孝二、荒戸源次郎、宍戸錠、松岡茉優、長谷川博己など海外、国内の映画人の配信番組を多数手がける。
運営会社のスタッフの人員不足のため、企画からキャスティング交渉、演出、構成、撮影、編集まで、担当するすべての番組をたった1人で製作したという逸話がある。
この時期に手がけた、これまでで唯一の舞台戯曲『トーキョービッチ,アイラブユー』は、吉田光希監督で映画化され第14回東京フィルメックスで上映。観客賞（スペシャル・メンション）を受賞している。
内田真礼、小松未可子、小見川千明、大坪由佳、植田佳奈、中村繪里子、桑原由気、小野早稀ほか、人気声優のインターネットＴＶやＷＥＢラジオ番組を多数製作・参加。
現在は映画、DVD、インターネット生放送やWEB動画、イベント、舞台などの監督・演出、企画・プロデュース、脚本・構成など、多岐にわたるジャンルで活躍中。
2013年から現在までに45作品以上のホラーDVD作品をプロデュースまたは監督している。
また、手がけたホラーDVDのほとんどがその後シリーズとして一定期間継続する実績を持っている。
2014年『本当にあった 投稿 闇映像　劇場版２』
で劇場公開作品監督デビュー。
企画からプロデュース、監督、構成・脚本だけでなく、撮影、編集、ナレーションまでを１人で行う場合も多く、現代の映像製作のノウハウを体現した創作活動を展開している。
また、映画『サラバ静寂』のように、企画に賛同した場合は、映像の編集のみを手がけることもある。
2016年、フランスの映画賞、リュミエール賞にノミネートされた新進映画監督ギヨーム・トーブロンを起用し映画『グール[喰怨]～百年、君を想う』をプロデュースし、公開劇場で大ヒット。
DVD発売時には、Amazon.comの「日本のホラー映画DVD」「日本のファンタジー映画DVD」売り上げで、べストセラー1位を記録した。
シネフィルとしても知られ、映画全般への造詣が深く、特に黒澤明、岡本喜八、ロベール・ブレッソン、ジャック・ベッケル、ジャン＝ピエール・メルヴィル、クリント・イーストウッドを尊敬する映画人として挙げている。フィルム・ノワールにも精通している。
創作活動の一方で俳優経験を生かした実践的な演技指導を行うことで知られ、若手俳優育成の演技指導に携わることも多いという。
2020年、みずから予算を集め監督、脚本、編集した加藤雅也主演の短篇映画『決着』を完成。映画監督の深田晃司、舩橋淳、映画評論家山田宏一に絶賛される。
『決着』は映画監督・河瀨直美がエグゼクティブ・ディレクターを務める、なら国際映画祭2020でワールドプレミア上映後、ハリウッドのメジャー映画会社セレブリティたちが主催したアメリカの国際映画祭、Japan Connects Hollywood2020で作品がスポットライトアワード、主演の加藤が最優秀俳優賞を受賞。また2021年の第74回カンヌ国際映画祭ショートフィルムコーナーに正式出品された。その後、アメリカ本国のAmazonプライムビデオでインターネット有料配信。日本より先に海外で先行公開され、その後日本でも配信開始された。
2022年頃から写真家としても活動を開始。クリス・マルケル監督の『ラ・ジュテ』に触れてから長年挑戦したいと思っていた、すべての写真を自分で撮影した「写真短編映画」を創り始める。
第一弾として『悲しみと怒り』『TSUGUNAI』を第三回横浜国際映画祭でワールドプレミア上映。

## 作品

### 映画
- 『本当にあった 投稿 闇映像　劇場版２』[2]監督（劇場公開作品デビュー作）

（出演・長谷川愛）
『グール[喰怨]～百年、君を想う』プロデューサー
（監督・ギヨーム・トーブロン　出演：神永圭佑、水石亜飛夢、仲谷明香、美沙玲奈）
『淵に立つ』ノンクレジット、フランスでの仕上げに参加　※2016年第69回カンヌ国際映画祭「ある視点」部門・審査員賞受賞
（監督・深田晃司　出演・浅野忠信、古舘寛治、筒井真理子、太賀、三浦貴大）
短編映画『鳥（仮）』アソシエイト・プロデューサー　※2017年ロッテルダム国際映画祭、ジャパン・カッツ正式出品作品
（監督・深田晃司　出演・井上三奈子、金子岳憲、木引優子）
『サラバ静寂』編集　※2018年第14回堤川国際音楽映画祭正式出品作品
　
（監督・宇賀那健一　出演・吉村界人、SUMIRE、若葉竜也、斎藤工）
『海を駆ける』協賛　※2018年第23回釜山国際映画祭正式出品作品
（監督・深田晃司　出演・ディーン・フジオカ、太賀、阿部純子、鶴田真由）
短編映画『ジェファソンの東』エグゼクティブ・プロデューサー　※We Are One：A Global Film Festivalにて世界配信　
（監督・深田晃司　出演・荻野友里、河村竜也、近藤強）
『青の帰り道』協力プロデューサー　※2018年ニッポン・コネクション正式出品作品
　
（監督・藤井道人　出演・真野恵里菜、清水くるみ、横浜流星、工藤夕貴、平田満）
短編映画『決着』監督・脚本・編集・プロデューサー　※第74回カンヌ国際映画祭ショートフィルムコーナー正式出品、Japan Connects Hollywood2020スポットライトアワードおよび最優秀俳優賞受賞、なら国際映画祭2020特別招待作品
（出演・加藤雅也、冨手麻妙、上西雄大、柴田明良、尚玄、カトウシンスケ、秋本奈緒美）
『LOVE LIFE』ポストプロダクション・スーパーバイザー　※第79回ヴェネチア国際映画祭コンペティション部門出品作品
　
（監督・深田晃司　出演・木村文乃、永山絢斗、砂田アトム）
ほか多数を製作・参加

### 配信・ＤＶＤ作品
- 『本当の惨劇動画』シリーズ　監督またはプロデューサー
- 『本当にあった 投稿 闇映像』シリーズ　監督またはプロデューサー
- 『本当にあった怨霊恐怖動画』シリーズ　監督またはプロデューサー
- 『憑く』シリーズ（プロデューサーのみ）
- 『赫動画』シリーズ　監督またはプロデューサー

ほか、合計40作品以上を製作

### 舞台
- 『トーキョービッチ,アイラブユー』脚本

（のちに吉田光希監督で映画化され第14回東京フィルメックスにて上映、観客賞（スペシャル・メンション）を受賞）